# Glöd (musikalbum)
Glöd är ett samlingsalbum av den svenske artisten Kjell Höglund, som släpptes både på vinyl och CD november 1988.

## Mottagande
Glöd fick en riktigt uppskattande recension i Svenska Dagbladet, som kallade "Höglunds märkliga 18-åriga produktion" för "en spaningsfärd genom livets labyrint."

## Låtlista
Text och musik: Kjell Höglund.
1. "Getsemane" - 4:03
2. "Ett dygn har både dag och natt" - 1:38
3. "Créme de Cassis" - 3:50
4. "Den märkliga historien om det österrikiska köket" - 1:32
5. "Brustna drömmars boulevard" - 5:38
6. "Jag hör hur dom ligger med varandra i våningen ovanför" - 2:40
7. "Kärleksdans i Provence" - 3:35
8. "Gustav under trappan" - 0:50
9. "Höglund har blivit gammal" - 3:37
10. "Hotell Intim" - 5:25
11. "Lugnare vatten" - 2:52
12. "Man vänjer sig" - 3:50
13. "Holländsk genever" - 2:37
14. "Min egen begravning" - 2:26
15. "Maskinerna är våra vänner" - 3:40
16. "Anonym" - 3:05
17. "Sista valsen" - 2:05
18. "Myten om Shangri-La" - 3:45
19. "Genesarets sjö" - 6:10
20. "Stormen före lugnet" - 3:22